# Річмонд (округ, Джорджія)
Шаблон:StateAbbr_ 33°22′ пн. ш. 82°04′ зх. д. / 33.36° пн. ш. 82.07° зх. д.
Округ  Річмонд (англ. Richmond County) — округ (графство) у штаті  Джорджія, США. Ідентифікатор округу 13245.

## Історія
Округ утворений 1777 року.

## Демографія
За даними перепису 
2000 року 
загальне населення округу становило 199775 осіб, зокрема міського населення було 184376, а сільського — 15399.
Серед мешканців округу чоловіків було 96375, а жінок — 103400. В окрузі було 73920 домогосподарств, 49509 родин, які мешкали в 82312 будинках.
Середній розмір родини становив 3,13.
Віковий розподіл населення поданий у таблиці:
| Стать    | До 15 років | 15-21 | 22-29 | 30-39 | 40-49 | 50-65 | 65-85 | Понад 85 |
| -------- | ----------- | ----- | ----- | ----- | ----- | ----- | ----- | -------- |
| Чоловіки | 22685       | 12304 | 12677 | 13966 | 13576 | 12749 | 7889  | 529      |
| Жінки    | 22054       | 10678 | 12771 | 14957 | 15069 | 14644 | 11555 | 1672     |

## Суміжні округи
- Еджфілд, Південна Кароліна — північ
- Ейкен, Південна Кароліна — північний схід
- Берк — південь
- Джефферсон — південний захід
- Макдаффі — захід
- Колумбія — північний захід

## Виноски
1. ↑  U.S. Decennial Census. United States Census Bureau. Архів оригіналу за 26 квітня 2015. Процитовано 25 червня 2014.
2. ↑  Historical Census Browser. University of Virginia Library. Архів оригіналу за 11 серпня 2012. Процитовано 25 червня 2014.
3. ↑  Population of Counties by Decennial Census: 1900 to 1990. United States Census Bureau. Архів оригіналу за 2 лютого 2019. Процитовано 25 червня 2014.
4. ↑  Census 2000 PHC-T-4. Ranking Tables for Counties: 1990 and 2000 (PDF). United States Census Bureau. Архів оригіналу (PDF) за 18 грудня 2014. Процитовано 25 червня 2014.
5. ↑  State & County QuickFacts. United States Census Bureau. Архів оригіналу за 17 липня 2011. Процитовано 25 червня 2014.(англ.) Наведено за англійською вікіпедією.
6. ↑  American FactFinder. Бюро перепису населення США. Архів оригіналу за 26 лютого 2012. Процитовано 31 січня 2008.

| США | Це незавершена стаття з географії США. Ви можете допомогти проєкту, виправивши або дописавши її. |